# Королівські охоронці Бутану

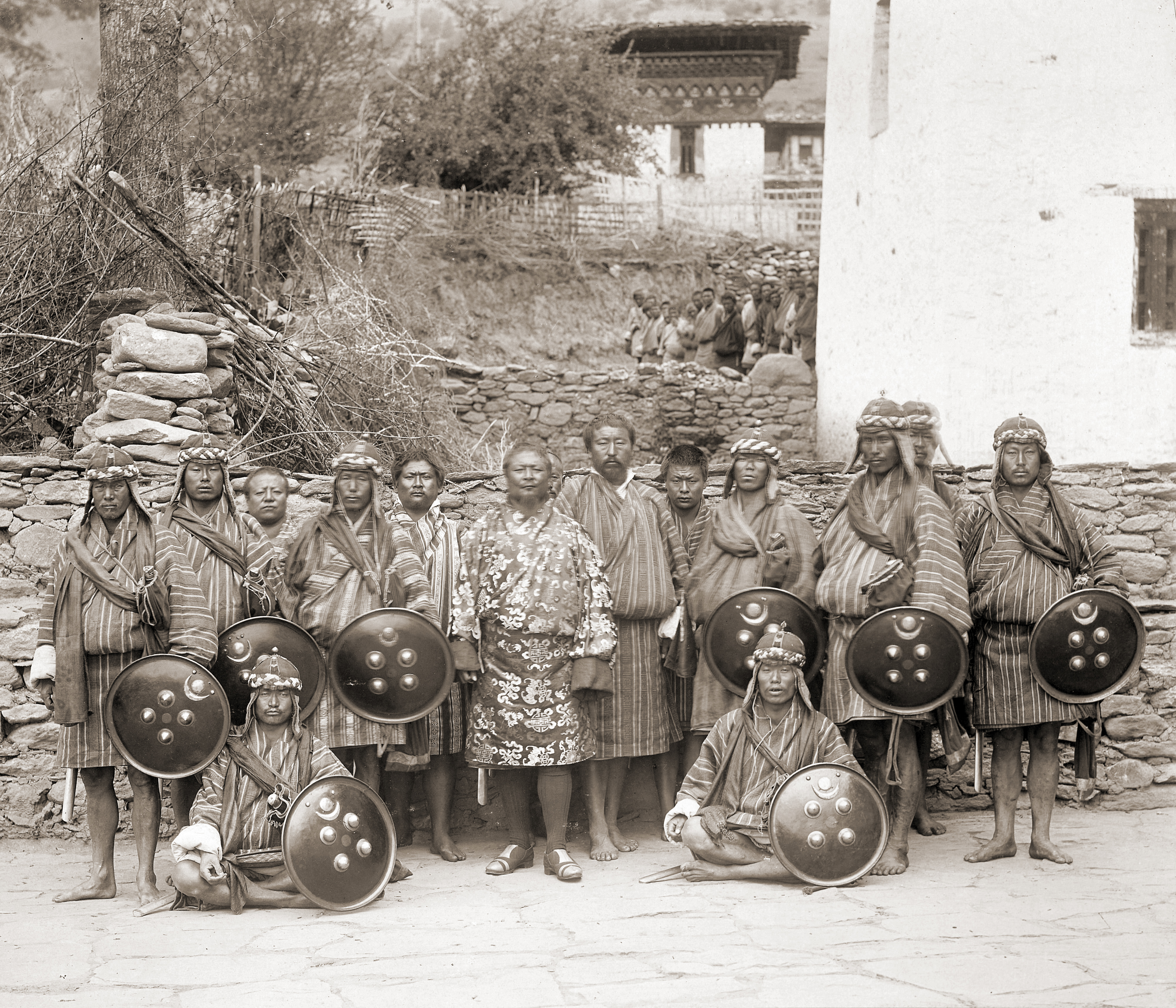
Перший Король Бутану Уг'єн Вангчук з його охоронцями в 1905 році, Тронгса-дзонг, Бутан

Королівські охоронці Бутану — незалежний підрозділ Королівської бутанської армії, що відповідає за охорону короля і членів його сім'ї; найбільш підготовлений і найкраще озброєний підрозділ армії. Чисельність — понад тисячу осіб.
Свій високий рівень підготовки Королівські охоронці довели в 2003 році під час розгрому таборів асамських сепаратистів. Охоронці йшли в перших рядах атакуючих, але не понесли ніяких втрат; так само не постраждав, хоча і особисто брав участь у боях король Джігме Сінг'є Вангчук.